# Annik Malvil
Annick Deligant, plus connue sous le nom d'Annik Malvil (née le 11 mai 1936, à Ixelles, en Belgique), est une ancienne mannequin, chanteuse et actrice française installée au Brésil.

## Biographie
Annik a déménagé au Brésil lorsqu'elle était adolescente et y a obtenu son diplôme. 
En 1954, après avoir été mannequin, elle travaille dans des stations de radio et de télévision à Rio de Janeiro et à São Paulo. Les brésiliens la surnomment Francesinha. 
Son premier film fut Conceição (1960), avec Hélio Souto. Elle tourne ensuite L'Homme de Rio (1964) et Ana, a Libertina (1975). Elle a joué dans la mini-série Memórias de um Gigolo (1986). En tant qu'actrice, elle a joué dans plus de 18 films. Elle a quitté l'industrie cinématographique après l'arrivée de pornochanchada.
En tant que mannequin, Annik a figuré dans de nombreux magazines. En mai 1969, elle pose nue pour le magazine Fairplay. Elle a lancé la robe tube sur les podiums.

## Filmographie
| Année | Titre                              | Rôle             |
| ----- | ---------------------------------- | ---------------- |
| 1975  | Ana, a Libertina                   | Vizinha de Ana   |
| 1973  | Os Homens Que Eu Tive              | Tânia            |
| 1970  | O Ritual dos Sádicos               |                  |
| 1970  | Vida e Glória de um Canalha        | Olga             |
| 1969  | O Cangaceiro sem Deus              | Lúcia            |
| 1968  | Um Dia, numa Cidade                | Sônia            |
| 1968  | Le Voyage (Viagem ao Fim do Mundo) | Pandora          |
| 1968  | Enfim Sós... com o Outro           | Fabienne         |
| 1967  | Juego peligroso                    | Esposa           |
| 1966  | 007 1/2 no Carnaval                |                  |
| 1966  | Cuidado, Espião Brasileiro em Ação | Isabel           |
| 1966  | Essa Gatinha É Minha               | Cláudia          |
| 1964  | L'homme de Rio                     | Hôtesse de l'air |
| 1964  | Pão de Açúcar                      | Chiquinha        |
| 1963  | Os Vencidos                        |                  |
| 1961  | Férias no Arraial                  | Nhá Maria Amélia |
| 1960  | Conceição                          |                  |

### Télévision
| Année | Titre                 | Rôle                       |
| ----- | --------------------- | -------------------------- |
| 1986  | Memórias de um Gigolô | Nanette                    |
| 1965  | Olhos Que Amei        | Condessa Sonia de Alemberg |